# Cacostola gracilis
Cacostola gracilis là một loài bọ cánh cứng trong họ Cerambycidae.